# Décret de Berlin
 (janvier 2022).
Si vous disposez d'ouvrages ou d'articles de référence ou si vous connaissez des sites web de qualité traitant du thème abordé ici, merci de compléter l'article en donnant les références utiles à sa vérifiabilité et en les liant à la section « Notes et références ».
Le décret de Berlin est un décret officiel, signé par Napoléon Bonaparte le 21 novembre 1806 à Berlin et publié le 5 décembre au Journal officiel. Publié à la suite de la chute de Berlin, le 27 octobre, il instaure officiellement le blocus continental contre le Royaume-Uni. 

## Contenu du décret
Les injonctions de ce décret sont les suivantes :
- Tout commerce avec le Royaume-Uni est totalement défendu.
- Les marchandises britanniques présentes sur le continent sont confisquées.
- Toute correspondance de ou pour le Royaume-Uni est détruite.
- Tout Britannique se trouvant en France ou dans l'Empire est fait prisonnier de guerre.
- Tout navire ayant mouillé dans un port britannique est de bonne prise.

## Raisons du décret
Depuis la rupture de la paix d'Amiens en mai 1803, Napoléon avait reconnu l'impossibilité de combattre le Royaume-Uni maritimement et, selon ses termes, décidé de « vaincre la mer par la terre » (lettre à Louis Bonaparte, roi de Hollande). 
Au début de l'année 1806, il avait déjà fermé aux navires britanniques les embouchures de l'Ems, du Weser et de l’Elbe. À cette mesure, le gouvernement britannique avait répondu en déclarant que tous les ports entre Brest et Hambourg étaient en état de blocus, y compris pour les nations neutres. Après sa victoire à Iéna sur la Prusse, l'empereur, contre l'avis de certains de ses conseillers, promulguera ce décret qui, de fait, met les îles Britanniques en état de siège.

## Conséquences
En réponse au décret de Berlin, le Parlement britannique promulgue les ordres du Conseil le 22 décembre 1807, indiquant qu'aucun navire neutre ne peut plus circuler sur les mers sans passer par Londres ou Malte pour que sa cargaison soit vérifiée et que des taxes importantes soient prélevées.
À cela, Napoléon répond en publiant, le 17 décembre de la même année, le décret de Milan qui déclare également de bonne prise tout navire se soumettant à ces formalités.

## Texte du décret
|  |  |